# John Robinson (hokeista na trawie)
John Yate Robinson (ur. 6 sierpnia 1885 w Catford, zm. 23 sierpnia 1916 w Roehampton) – brytyjski hokeista na trawie, członek reprezentacji Anglii. Złoty medalista olimpijski z Londynu (1908).
John Yate Robinson urodził się 6 sierpnia 1885 r. w Catford, w gminie London Borough of Lewisham jako jeden z siedmiu synów wikariusza Edwarda Cecila Robinsona i jego żony Edith Isabelli. Kształcił się w Radley College i Merton College w Oksfordzie, gdzie uzyskał tytuł magistra w 1912 r. Grał w drużynie hokejowej Uniwersytetu Oksfordzkiego od 1905 do 1909. W 1909 r. został jej kapitanem. Jego brat bliźniak Laurence był kapitanem drużyny University of Cambridge w 1908 r. a brat Hugh w 1912 r. John grał dziewięć razy dla Anglii w latach 1907–1911.
Po opuszczeniu uniwersytetu John był nauczycielem, najpierw w Sherborne, a następnie przez krótki czas w Broadstairs, zanim został powołany do 7. batalionu, regimentu księcia Walii North Staffordshire Regiment. Wkrótce awansował do stopnia kapitana. W kampanii mezopotamskiej doznał poważnych obrażeń kręgosłupa. Zmarł po powrocie do Anglii wskutek odniesionych obrażeń. Otrzymał Krzyż Wojskowy na sześć miesięcy przed śmiercią. Pochowany został na Great Malvern Cemetery w Worcestershire.